# Юстон (станция метро)
«Юстон» (англ. Euston) — станция глубокого заложения Лондонского метрополитена на линиях Виктория и Северная. Имеет прямой переход на вокзал Юстон, расположенный над станцией. Относится к первой тарифной зоне.
Станция появилась как две отдельные станции метро. Три из четырёх платформ Северной линии открылись в 1907 году. Четвертая платформа Северной линии и две платформы линии Виктория были построены в 1960-х годах при реконструкции комплекса для размещения линии Виктория. Проект High Speed 2 и Crossrail 2 включают предложения по модификации станции для создания общего транспортного узла.
На участке Северной линии в направлении «Банк» станция расположена между «Камден-Таун» и «Кингс-Кросс Сент-Панкрас», на участке в направлении «Чаринг-Кросс» — между «Морнингтон-Кресент» и «Уоррен-стрит». На линии «Виктория» станция расположена между «Уоррен-стрит» и «Кингс-Кросс Сент-Панкрас». Неподалёку находится станция метро «Юстон-Сквер» линий Кольцевая, Хаммерсмит-энд-Сити и Метрополитен, пересадка возможна только по поверхности.

## История

### Северная линия

#### Проектирование
Станция метро для обслуживания Юстонского вокзала была впервые предложена в 1891 году Hampstead, St Pancras & Charing Cross Railway. Компания планировала проложить маршрут от Хит-стрит в Хампстеде до Стрэнда у Чаринг-Кросса с ответвлением, проходящим под Драммонд-стрит к вокзалам Юстон, Сент-Панкрас и Кингс-Кросс. После рассмотрения проекта в парламенте и изменения названия на Charing Cross, Euston and Hampstead Railway (CCE&HR) в 1893 году было получен разрешение на прокладку маршрута, но ответвление должно было идти только до Юстона.
До конца 1890-х CCE&HR безуспешно пыталась найти деньги на строительство новой линии. При этом появлялись новые предложения по маршруту. В 1899 году было получено разрешение парламента изменить маршрут так, чтобы ответвление на Юстон было продлено на север до соединения с основным маршрутом в южной части Камден-Хай-стрит. Участок основного маршрута между концами петли при этом отменялся. В 1900 году CCE&HR была поглощена консорциумом во главе с американским финансистом Чарльзом Йерксом, который обеспечил проекту необходимое финансирование.
В том же году Islington and Euston Railway (I&ER) представила в парламент предложение о продлении City and South London Railway (C&SLR) от станции «Эйнджел» до Юстона. В то время C&SLR достраивала линию до «Эйнджел» от недавно открытой конечной остановки «Моргейт-Стрит» (I&ER фактически контролировалась C&SLR и выступала как независимая компания, чтобы избавиться от сложившейся на тот момент плохой репутации C&SLR). Проект был рассмотрен и принят парламентом в 1901 году, но из-за формальностей решение по нему было перенесено на следующий год. В 1902 году возражения высказала Metropolitan Railway, которая усмотрела конкуренцию своему маршруту между Кингс-Кросс и Моргейт, и план был отклонен. С третьей попытки проект, представленный уже самой C&SLR в ноябре 1902 года, был одобрен в 1903 году.

#### Строительство и открытие

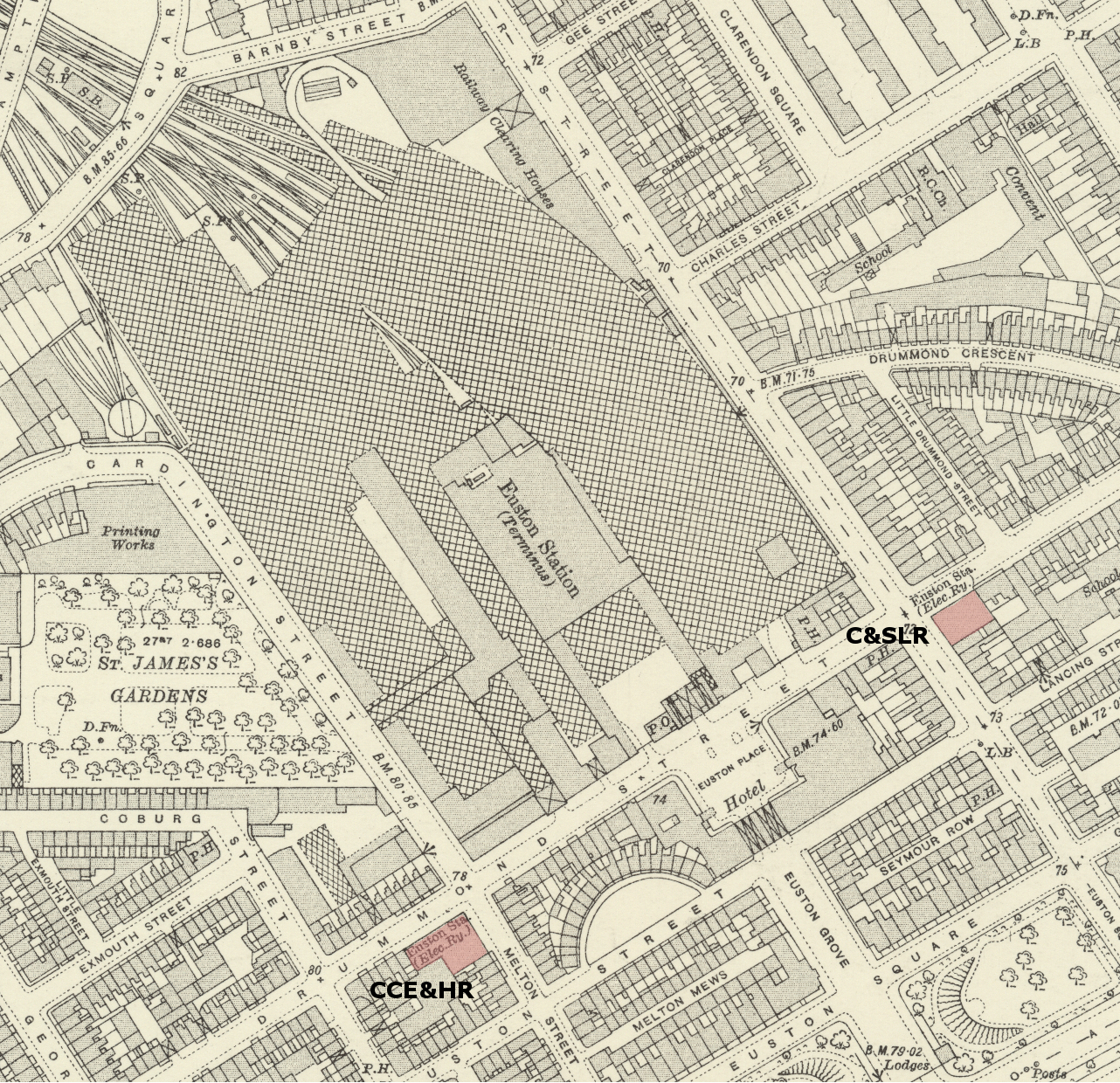
Расположение станций «Юстон» CCE&HR и C&SLR на карте 1914 года

Благодаря полученным средствам CCE&HR проложила тоннель в период с сентября 1903 по декабрь 1905 года, после чего началось строительство станций и обустройство тоннелей. Продолжение до Юстона было построено C&SLR в те же сроки от недавно открытой станции «Эйнджел», станция «Юстон» приняла первых пассажиров 12 мая 1907 года. Станцию спроектировал Сидней Смит, расположилось она на восточной стороне Эвершолт-стрит. CCE&HR открыла свою станцию, спроектированную Лесли Грином, 22 июня 1907 года, она расположилась на углу Драммонд-стрит и Мелтон-стрит.

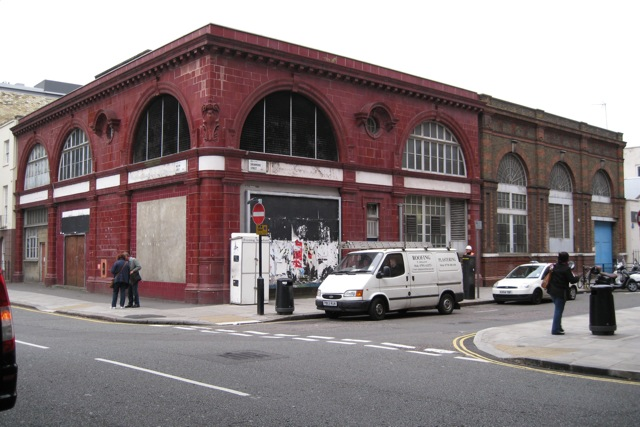
Заброшенное здание станции на углу Драммонд-стрит и Мелтон-стрит

Первоначально платформы C&SLR и CCE&HR были построены и эксплуатировались как две отдельные станции. Однако они находились достаточно близко друг к другу, поэтому для пассажиров был построен переход между линиями с небольшой билетной кассой. Ещё один проход вёл к лифтам, которые поднимались прямо в зал Юстонского вокзала. Поскольку этот вход мог удовлетворительно обслуживать обе линии, наземные здания станций были закрыты 30 сентября 1914 года. Здание CCE&HR сохранилось и использовалось в качестве электрической подстанции. Здание C&SLR было снесено в 1934 году при строительстве штаб-квартиры London, Midland and Scottish Railway.

#### Реконструкция и расширение
Бо́льшая часть маршрута C&SLR была построена в тоннелях диаметром 3,1 или 3,2 м, меньшим, чем принятый в качестве стандарта 3,5 м в CCE&HR и других тоннелях глубокого заложения. Меньший размер тоннеля ограничивал вместимость поездов C&SLR, и в 1912 году компания опубликовала законопроект об их расширении. В то же время Лондонская электрическая железная дорога (LER), в которую ранее вошла CCE&HR, опубликовала свой законопроект, согласно которому планировалось построить тоннель для соединения станции CCE&HR «Камден-Таун» со станцией C&SLR «Юстон». Принятие законопроектов позволило бы поездам одной компании проезжать по маршруту другой, превращая линии в единую железную дорогу. Работы по реконструкции и расширению были отложены на время Первой мировой войны и до 1922 года так и не начались. Платформы C&SLR и тоннели между «Юстоном» и «Моргейтом» были закрыты на реконструкцию 8 августа 1922 года и вновь открылись 20 апреля 1924 года вместе с тоннелем до станции «Камден-Таун».

### Лондонская и Северо-Западная железная дорога

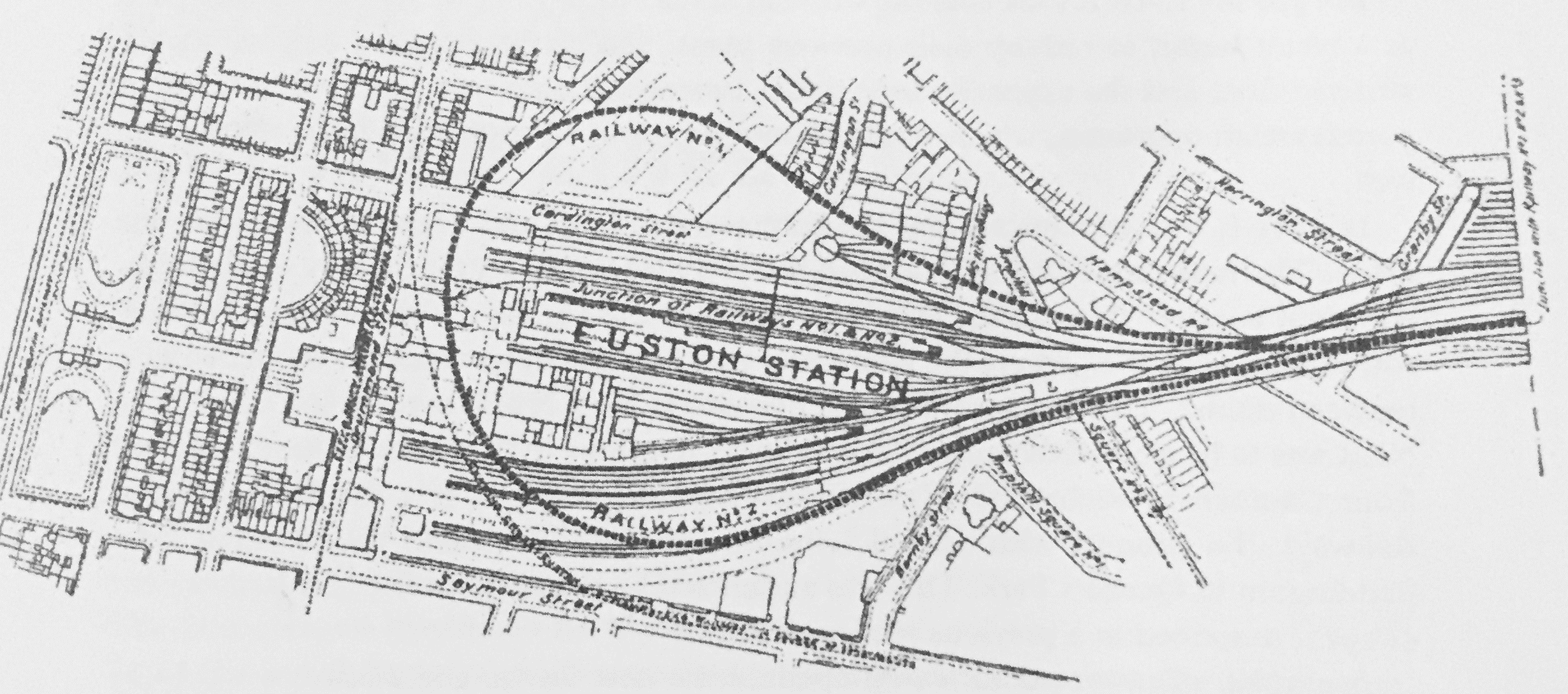
проект железнодорожной петли LNWR под вокзалом Юстон

В 1906 году Лондонская и Северо-Западная железная дорога (LNWR), оператор вокзала Юстон, объявила о проекте собственной станции метро. Компания планировала построить новые пути параллельно линии на Уотфорд, первый участок должен был быть построен как однопутная петля длиной 1452 м на глубине 17 м под вокзалом. Подземная платформа должна была располагаться рядом с платформами CCE&HR. Предложение поступило в парламент в ноябре 1906 года и получило королевскую санкцию 26 июля 1907 года. Однако реализовывать проект LNWR не стала, и в 1911 году он был отменён в пользу наземного маршрута.

### Линия Виктория

#### Проектирование
Проект маршрута, который в конечном итоге стал линией Виктория, появился в 1940-е годы. Предложение о новой подземной железнодорожной линии, соединяющей северо-восток Лондона с центром, был включён в «План лондонского графства» в 1943 году. В период с 1946 по 1954 год различными транспортными властями был предложен ряд маршрутов для соединения различных мест на юге и севере или северо-востоке Лондона. Каждый маршрут проходил через вокзалы Кингс-Кросс, Юстон и Виктория. Окончательный маршрут был утверждён в 1955 году, позже было принято решение о его продлении. Однако финансирование строительства со стороны правительства не было согласовано до 1962 года.

#### Строительство и открытие

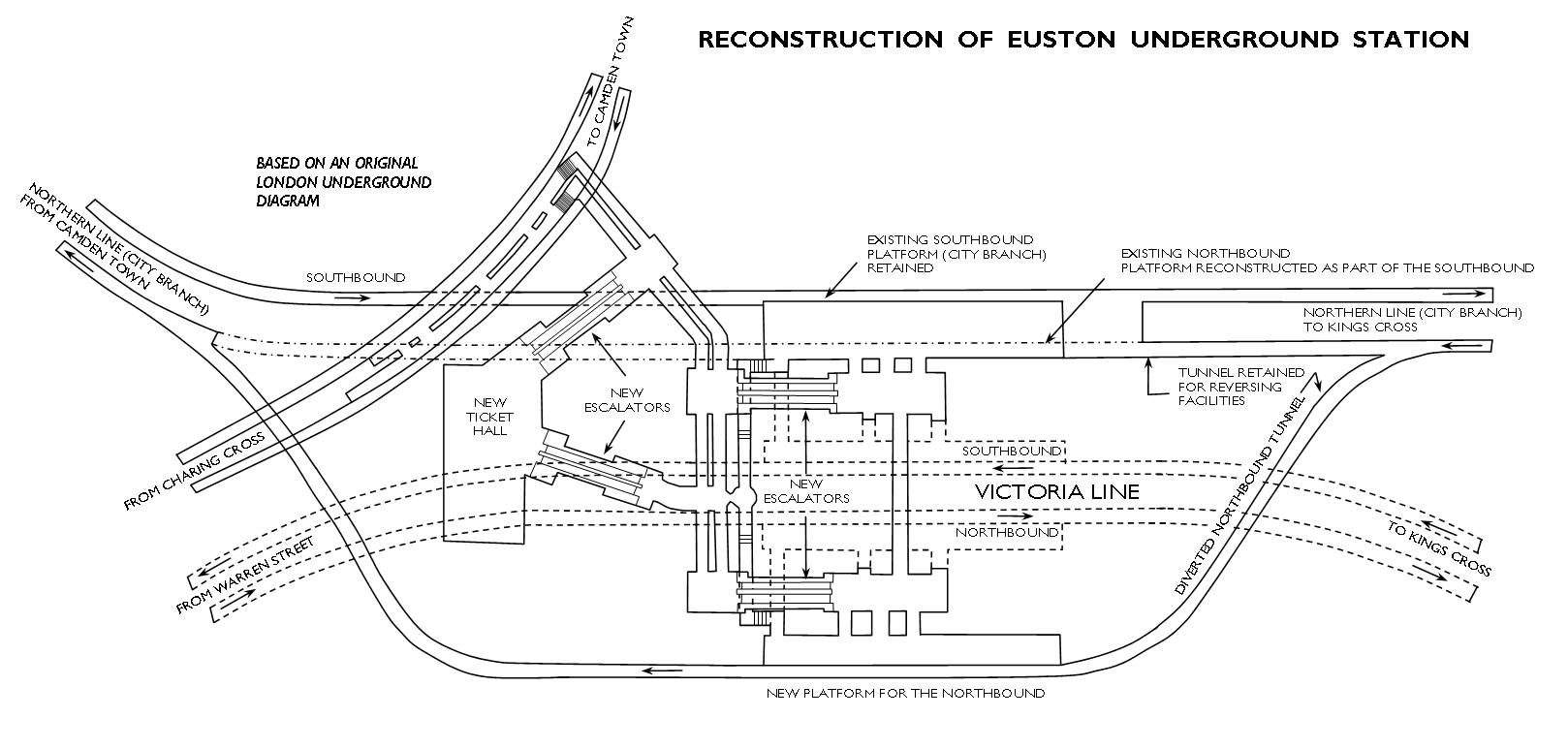
Схема станции «Юстон» с расположением платформ и изменениями, необходимыми для размещения линии Виктория

На станции «Юстон» началась глубокая реконструкция, чтобы включить в комплекс новые платформы линии Victoria и создать межплатформенные переходы на Северную линию в сторону «Кингс-Кросс» и «Банк». В отличие от путей на «Чаринг-Кросс», которые проходили в отдельных тоннелях с боковыми платформами, пути в сторону «Банка» обслуживались островной платформой в одном большом тоннеле. Из-за этого в часы пик платформа опасно переполнялась. Для обеспечения пересадки был построен новый участок тоннеля для поездов, идущих в северном направлении. Теперь они останавливались у новой платформы, расположившейся южнее. Лишние пути в тоннеле станции были засыпаны, в их сторону была расширена платформа для поездов, идущих на юг. Место под новые платформы линии Виктория было отведено между первоначальным и вновь построенным тоннелем. Каждая пара платформ связывалась через вестибюль, обслуживаемый эскалаторами, при этом пересадка с линии на линию для поездов в одном направлении осуществлялась на той же платформе.

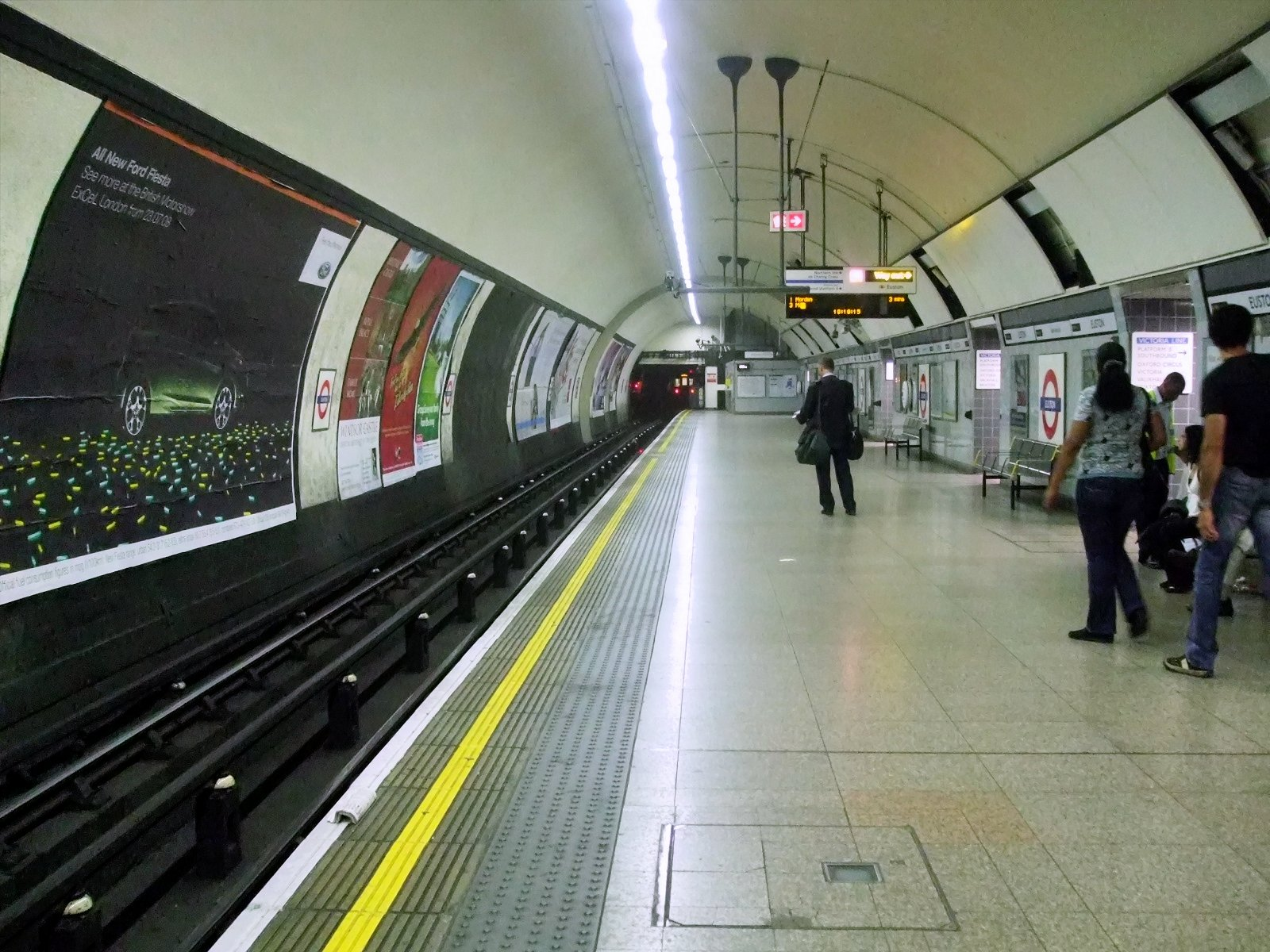
Очень широкая платформа южного направления Северной линии образовалась на месте путей северного направления

При реконструкции Юстонского вокзала также был построен новый вестибюль с кассами и двумя эскалаторами, заменившими лифты. Эскалаторы обеспечивают доступ к промежуточному уровню, с которого проходы ведут к платформам Северной линии на «Чаринг-Кросс» и двум дополнительным эскалаторам к платформам линии Виктория и Северной линии в направлении на «Банк». Переход с линии Виктория на Северную линию осуществляется через проходы на нижнем уровне, что позволяет обойтись без эскалаторов. На полпути вдоль прохода имеется аварийная лестница на промежуточный уровень. Платформы линии Виктория открылись 1 декабря 1968 года, когда заработал второй участок линии между «Хайбери-энд-Ислингтон» и «Уоррен-Стрит». Ставшие ненужными проходы сохранились в том виде, в каком были закрыты в 1960-е годы.

## Будущие проекты
В отличие от соседних вокзалов Сент-Панкрас и Кингс-Кросс, Юстон не обслуживается Кольцевой линией и линиями Метрополитен и Хаммерсмит-энд-Сити. Станция «Юстон-Сквер», расположенная на этих линиях, находится примерно в 250 м на юго-запад от «Юстона». Планы по перепланировке вокзала Юстон для High Speed 2 (HS2) включают строительство прохода для пересадки на «Юстон-Сквер». Здание станции CCE&HR на Мелтон-стрит находится в зоне застройки HS2 и будет снесено, чтобы освободить место для длинных платформ высокоскоростных поездов.
Проект Crossrail 2 включает строительство станции метро, обслуживающей вокзалы Юстон и Сент-Панкрас. Она также будет соединена с существующей станцией лондонского метро.
Правительством рассматривается проект новой линии метро между «Юстоном» и «Кэнэри-Уорф».

## Пассажирские перевозки
Станция «Юстон» находится в 1-й транспортной зоне. На участке Северной линии в направлении «Банка» станция расположена между «Камден-Таун» и «Кингс-Кросс Сент-Панкрас», на участке в направлении «Чаринг-Кросс» — между «Морнингтон-Кресент» и «Уоррен-Стрит». На линии Виктория станция расположена между «Уоррен-Стрит» и «Кингс-Кросс Сент-Панкрас». Частота поездов меняется в течение дня. Обычно поезда Северной линии ходят каждые 2—6 минут примерно с 05:49 до 00:45 в северном направлении и с 05:49 до 00:28 в южном направлении. Поезда линии Виктория ходят каждые 1—6 минут примерно с 05:41 до 00:42 в северном направлении и с 05:31 до 00:26 в южном направлении.

## Наземный транспорт
Автобусные маршруты 18, 30, 59, 68, 73, 91, 168, 205, 253, 390 и 476, а также ночные маршруты N5, N20, N91 и N253 отправляются от автовокзала напротив железнодорожного вокзала Юстон.